# Der Rüssel
Der Rüssel ist das erste abendfüllende Theaterstück des österreichischen Dramatikers Wolfgang Bauer. Es galt mehr als fünf Jahrzehnte als verschollen und wurde am 20. April 2018 im Akademietheater in Wien unter der Regie von Christian Stückl posthum uraufgeführt.

## Werkgeschichte
Der Rüssel ist ein abendfüllender Einakter mit elf Bildern. Der Autor verfasste das Stück im Sommer 1962, knapp 21-jährig. Noch ehe es vollständig publiziert worden war, gab er sein Manuskript aus der Hand, „weil er dem Werk offenbar keine allzu große Bedeutung zumaß“, vermutet der Kulturjournalist Thomas Mießgang. Bis zu seinem Tod 2005 konnte Bauer den Verbleib nicht rekonstruieren. Das Werk galt als verschollen.
Ein erster schriftlich festgehaltener Entwurf zu einem Szenenplan für Der Rüssel fand sich in einem Skizzenbuch von Bauer. Die Existenz des Stücks belegte 1970 der Abdruck des vierten Bildes in der von Otto Breicha herausgegebenen Literaturzeitschrift Ver Sacrum. Es wurde 1987 in die siebenbändige Bauer-Werkausgabe des Droschl Verlags aufgenommen. Im editorischen Kommentar zum ersten Band ist zu lesen: „Daß das Manuskript vielleicht noch aufgefunden werden kann, ist nicht völlig auszuschließen.“ Ein Exemplar des Stücks sei nach Angabe von Wolfgang Bauer an Otto Breicha gegangen, ein anderes an den Komponisten Diether de la Motte. Es wird jedoch nicht mitgeteilt, wann sich das zugetragen haben soll. Auch Alfred Kolleritsch sagte 2015 gegenüber der Presse, dass Wolfgang Bauer immer geglaubt habe, das Manuskript Breicha gegeben zu haben. Sowohl im Nachlass von Otto Breicha als auch in den Archiven der von ihm herausgegebenen Zeitschriften gibt es laut dem Literaturwissenschaftler Thomas Antonic keine Hinweise auf das Stück. Eine Anfrage der Universität Wien beim Komponisten de la Motte im Rahmen eines Forschungsprojekts zu Werk, Nachlass und Wirkung von Bauer brachte keine Klärung. De la Motte schrieb in einem Brief an den Droschl-Verlag, dass er sich „an den Plan etwas von Bauer […] vertonen“ zu wollen erinnere, nicht aber daran, das Typoskript besessen zu haben. Wie Der Rüssel seinem Verfasser abhandenkam, ist letztlich nicht bekannt.

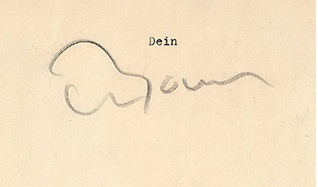
Wolfgang Bauers Signatur auf dem Deckblatt des Skripts von Der Rüssel

Im Februar 2015 entdeckte der Kurator des Stadtmuseums in Leibnitz, Klaus Dieter Hartl, den Durchschlag des Typoskripts des Dramentextes mit der Widmung „Für Stella Rehnmark“ und einem Gruß an Alois Hergouth im Nachlass des Komponisten Franz Koringer. Der undatierte, mit der Schreibmaschine geschriebene Eintrag auf dem Deckblatt des Manuskripts lautet: „Lieber Lois, erlaube mir bitte, daß ich Deine Weihnachtwünsche mit einer meiner Schreibereien erwidere. Die herzlichsten Wünsche Dein [handschriftliche Signatur]“. Wie heute angenommen wird, hatte Alois Hergouth den Theatertext von Bauer erhalten und ihn an Koringer weitergeleitet, vielleicht zur Anregung einer möglichen Vertonung. Laut Jack Bauer, dem Sohn und Nachlassverwalter des Autors, ist das Manuskript nicht das Original. Es seien wohl mehrere Kopien angefertigt worden. Sowohl in Ver Sacrum als auch in der Werkausgabe von 1987 ist das Stück als „komische Tragödie“ ausgewiesen, in dem gefundenen Typoskript nur als „Tragödie“. Das zeige, so Antonic, dass es mindestens zwei, möglicherweise geringfügig voneinander abweichende Fassungen gab. Allerdings ist das in Ver Sacrum abgedruckte vierte Bild textidentisch mit dem im Koringer-Nachlass gefundenen Manuskript.
Erstmals vollständig erschien Der Rüssel im März 2015 als Faksimile des Typoskripts in der Literaturzeitschrift manuskripte, begleitet von einem literaturwissenschaftlichen Essay von Thomas Antonic (Die zweite Geburt des Elefanten) und einem sprachkritischen Epilog von Elfriede Jelinek (Zu Wolfgang Bauers „Der Rüssel“). Zum zehnten Todestag Bauers gab Antonic das Frühwerk Der Rüssel in einem Band mit vier weiteren noch nicht aufgeführten Stücken und Mikrodramen heraus. Das Burgtheater sicherte sich die Aufführungsrechte. Die Urheberrechte des Textes liegen bei der Familie von Wolfgang Bauer, das Manuskript selbst bleibt im Besitz des Stadtmuseums Leibnitz.
Das Auffinden des Stücks ist laut Antonic für das Verständnis anderer Texte Bauers von Bedeutung, da sich einige Motive im Rüssel finden, die in späteren Werken wiederkehren. Es könne „aufgrund seiner bemerkenswerten Qualität keinesfalls als Jugendwerk“ bezeichnet werden. Zu Beginn seiner Karriere war Wolfgang Bauers Schreiben vom absurden Theater geprägt. Der Rüssel sei der Höhepunkt seiner Werke „mit absurder Tendenz, eine Mischung aus den ‚Mikrodramen‘ und kleinen frühen Stücken“, befand Alfred Kolleritsch. Mit der Sprache des Stückes beschäftigte sich Elfriede Jelinek. Bauer habe „Sätze wie Pfeile aus etwas Hartem“ herausgearbeitet. „Dieses Stück ist etwas, in dem alles vollkommen logisch und präzise, und ja „gebildet“ gesagt wird, egal, wer es sagt, aber es ist einfach der blanke Irrsinn.“

## Handlung
Schauplatz ist die Stube der Bauernfamilie Tilo in einem Alpendorf. Großvater Ulpian und Großmutter Heloise vertreiben sich die Zeit gemeinsam mit dem Bürgermeister Trauerstrauch und dem Dorfkaplan Wolkenflug bei einem Spiel mit 17.000 Karten. Die Enkel Schoscho und Georg gehen derweil der Jagd nach. Der jüngste Enkel Florian mit langen roten Haaren ist nach dem verstorbenen Urgroßvater geraten, der ein Tropenreisender war und nach seiner Rückkehr aus dem Kongo von der Idee besessen war, ein Elefant könnte im Dorf geboren werden. Florian ist davon erfüllt, das Werk des Urgroßvaters fortzusetzen. Er träumt von einer exotischen Welt, wünscht sich einen Elefanten herbei und scheint mit übernatürlichen Kräften ausgestattet zu sein, denn plötzlich kommen die afrikanischen Tropen über das Dorf: Palmen sprießen aus den Felsen, riesige Weinbergschnecken bevölkern das Umland, unter Blitz und Donner gebiert der Wildbach einen Elefanten, der seinen Rüssel im Fenster des Bauernhauses verkeilt und dort gefangen bleibt. Der Geist des Urgroßvaters verkündet: „Der Tag ‚Afrika‘ ist da!“ Es wird immer heißer. Der pfiffige Kolonialwarenhändler Kuckuck erfreut die Bergler mit einer Kollektion von Lendenschurzen und Tropenhelmen. Florian geriert sich als Dorfhäuptling und triumphiert. Die Dörfler verehren den einstigen Außenseiter und folgen seinen Anweisungen, schaffen für den eingeklemmten Elefanten täglich in großen Mengen Eierspeisen, Datteln und Bananen heran, die nun in der Umgebung wachsen. Ihr palmenüberwuchertes Bergdorf soll bald Touristen, Presse und die Dattelindustrie anziehen. Sie sind so sehr mit der Versorgung des Elefanten beschäftigt, dass sie vergessen, sonntags in die Kirche zu gehen, was den Kaplan Wolkenflug zum Widersacher des Elefanten und Florians macht, den er als „Teufel“ bezeichnet. Nach seiner Hochzeit mit Anna lässt sich Florian bei einem Gelage als „Führer“ feiern und fordert von der Dorfbevölkerung, von nun an mit „Es lebe der große Florian und sein Elefant und seine Anna“ begrüßt zu werden. Die Feier wird von einem Schuss beendet: Wolkenflug hat den Elefanten erschossen. Aus Rache tötet Florian den Kaplan und wird von der Dorfbevölkerung gelyncht.
Unmittelbar nach der Geburt des Elefanten im fünften Bild unterbricht Bauer die Chronologie der Handlung: Im sechsten Bild baumelt der vom Mob erhängte Florian an einem Galgen. Die unter dem Galgen betende Anna wird vom Großvater Ulpian bedrängt und mit Rasierschaum, der nach Schlagsahne schmeckt, verführt. Die Geier zerfetzen Ulpian, der neben dem Galgen stirbt.
Mit dem siebten Bild, das auf dem von „üppigem Blattwerk“ überwucherten Dorfplatz beginnt, wird die Geschichte chronologisch fortgesetzt. Nach Florians Tod erfrieren die Palmen und ein eisiger Wind weht durch das Dorf.

## Uraufführung im Akademietheater (Wien)
Für die Inszenierung im Akademietheater hat Regisseur Christian Stückl den nie lektorierten Text von Bauer gekürzt. Bauer hatte eine Pause nach dem sechsten Bild vorgesehen. Stückl ließ das Stück in zwei Stunden ohne Pause spielen. Eine sechsköpfige Gesangskapelle Herrmann begleitete das Geschehen mit Volksliedern, Schlagern und Jodeln. Die Galgen-Szene änderte Stückl in eine Kreuzigung. Das Bühnenbild gestaltete Stefan Hageneier als Gebirgszug, dessen Ausläufer durch die Bauernstube führten. Stückl sah in dem Stück den unmittelbaren Anschluss ans Volkstheater: „Der Seppl, die Gretel – das ganze Personal ist da. Wie bei Ludwig Ganghofer.“

### Rezeption
Thomas Trenkler betitelte im Kurier das Stück als „Schneckenragout mit Palmensalat“ und verwies hinsichtlich der aktuellen Bezüge auf einige gravierende Abänderungen, die Regisseur und Dramaturg der Inszenierung im Akademietheater vornahmen: „Sie füllten das absurde Stück, in dem Bauer natürlich nicht den Klimawandel und die Migration aus Afrika vorhersah, mit Sinn.“ Doch bereits in seinem literaturwissenschaftlichen Essay hatte Thomas Antonic darauf verwiesen, dass sich Bauer in seinen Stücken auch mit ökologischen Problemen seiner Zeit auseinandergesetzt hat. Im Rüssel sei es nun die globale Erwärmung. Thomas Götz nannte das Stück 2015 im Falter ein „irrwitziges Klimawandeltheater“. „Unter dem Eindruck der erstmals in den 1960er-Jahren breiter diskutierten globalen Erwärmung fabuliert der junge Dramatiker von einer klimatischen Metamorphose, die aus den Alpen eine tropische Welt zaubert.“ Dieser Interpretation konnte Wolfgang Kralicek von der Süddeutschen Zeitung nicht viel abgewinnen. Hauptsächlich sei „der Einbruch Afrikas in die Alpen bloß der groteske Rahmen einer als Heimatstückparodie aufgeführten Politparabel“.
Als Parodie auf das Genre des alpenländischen Volksstücks, „samt der ihm zugrundeliegenden fatalen Mischung aus traditionsbewusster Engstirnigkeit, obrigkeitshörigem Katholizismus und nonchalanter sexueller Gewalt“, kommentierte Leopold Lippert in der nachtkritik die Aufführung. Der Wortkünstler Bauer wandle mit dem Rüssel „auf dem schmalen Grat zwischen derbem Volkstheater und postdadaistischem Sprachwitz“, so Thomas Mießgang in der Zeit. „Der älplerische Mitsommernachtstraum kreuzt ungeniert Bauernposse mit absurdem Theater und wirkt, als habe jemand ein Delirium tremens in einen Theatertext übersetzen wollen.“ Ute Baumhackl beschrieb es in der Kleinen Zeitung als einen „saftige[n] Spaß um Elefanten, Schnecken und den Effekt der Außenwelt auf eine bröckelige Ordnung“.
„Diese Art von Zaubertheater könnten sich Eugène Ionesco und Ferdinand Raimund gemeinsam ausgedacht haben“, schrieb Ronald Pohl im Standard und kritisierte den „weniger verwegene[n] Geist“ der Inszenierung von Stückl, bei dem immer noch das Althergebrachte des Volksstücks herrsche. Doch zugleich liege das Klima einer gewaltigen Umwälzung „reichlich unheilschwanger“ in der Luft. „Das Tal erhitzt sich – mit ihm die Berge –, Donner zerschlägt die Dialoge, und mit der Erwärmung der Stimmung fahren auch die Älpler sukzessive aus der Haut. Der Bürgermeister (Falk Rockstroh) spricht sogar im Kärntner Janker wie ein thüringischer AfD-Funktionär. Der Herr Kaplan (Markus Meyer) gibt einen eifernden Tartuffe der Alpen. Sie alle gewahren mehr oder minder hysterisch die Anzeichen einer Zeitenwende, die man dennoch nicht mit Händen greifen kann.“ Die Uraufführung im Akademietheater fand der Rezensent „eher mickrig“. Das Genie Wolfgang Bauer dürfe davon nicht am Nachruhm gehindert werden.

### Regie-Team und Besetzung
| Regie, Ausstattung, Licht                                                                                                   | Darstellerinnen                                                            | Darsteller |
| --- | -------------------------------------------------------------------------- | --- |
| Christian Stückl Inszenierung Stefan Hageneier Bühne und Kostüme Herbert Markl Licht Tom Wörndl Musik Hans Mrak Dramaturgie | Barbara Petritsch Heloise Tilo, Großmutter Stefanie Dvorak Kellerbirn Anna | Branko Samarovski Ulpian Tilo, Großvater Sebastian Wendelin Florian Tilo, Enkel Simon Jensen Schoscho Tilo, Enkel Christoph Radakovits Gregor Tilo, Enkel Falk Rockstroh Trauerstrauch, Bürgermeister Markus Meyer Wolkenflug, Kaplan Peter Matić Kuckuck, Kolonialwarenhändler Dirk Nocker Willenmantel, Reporter |

## Ausgaben

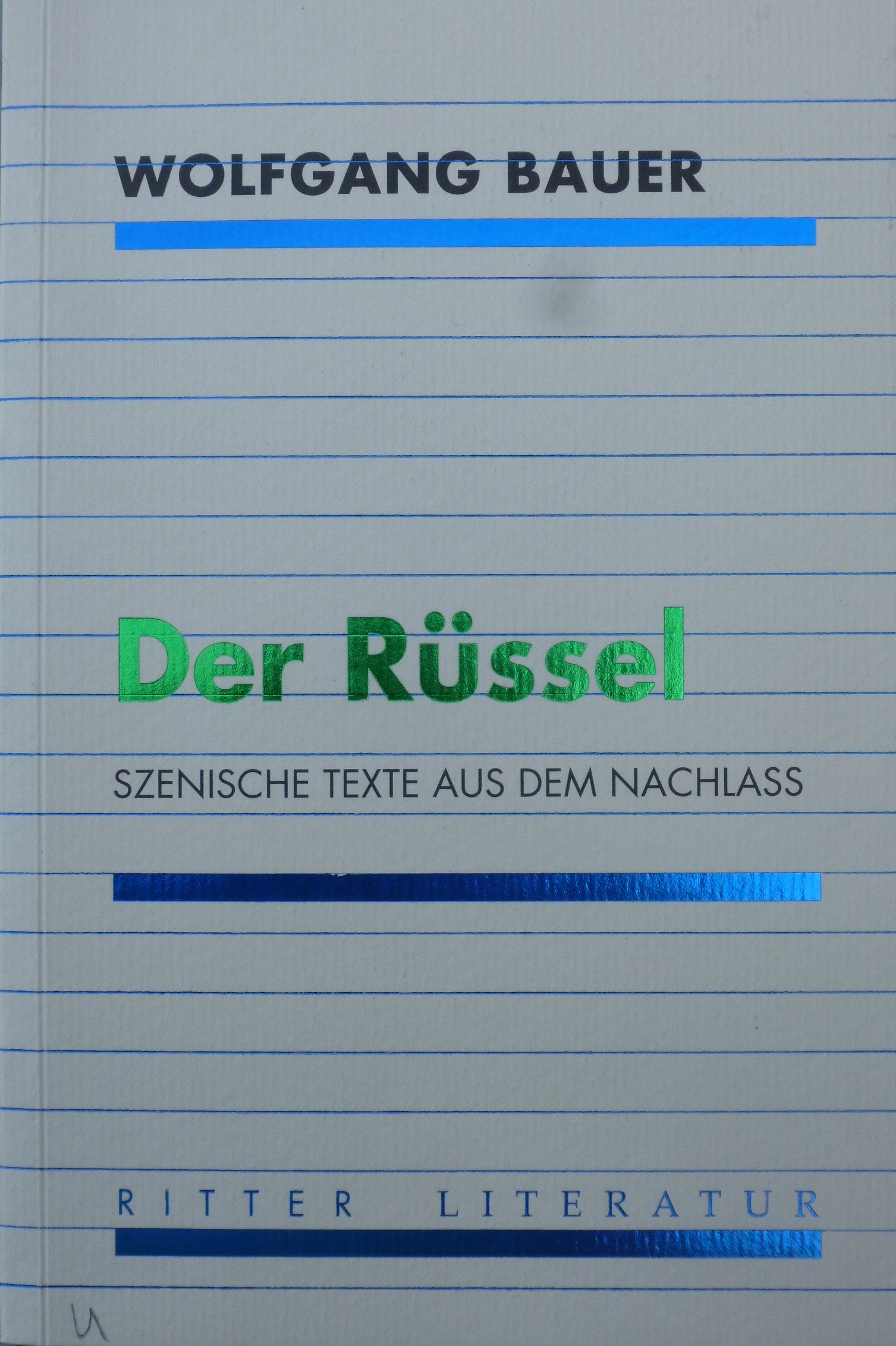
Wolfgang Bauer: Der Rüssel (2018)

- Der Rüssel. In: Ver sacrum, 2 (1970), ZDB-ID 282108-4, S. 41 f.
- Der Rüssel. Sessler, Wien/München 1984, OCLC 709617550 (Umfang: III + 6 Seiten, als Manuskript vervielfältigt).
- Der Rüssel. Viertes Bild aus der komischen Tragödie in 11 Bildern. In: Wolfgang Bauer: Werke in sieben Bänden. Hrsg. v. Gerhard Melzer. Bd. 1: Einakter und frühe Dramen. Mit einem Nachwort von Manfred Mixner. Droschl, Graz/Wien 1987, ISBN 3-85420-126-5, S. 129–135 (im Inhaltsverzeichnis als Fragment ausgewiesen).
- Der Rüssel. In: manuskripte. Zeitschrift für Literatur, Heft 207, 1/2015, ISSN 0025-2638, S. 5–75.
- Der Rüssel. Szenische Texte aus dem Nachlass, herausgegeben und mit einem Nachwort versehen von Thomas Antonic, Ritter Verlag, Graz/Klagenfurt 2015, ISBN 978-3-85415-530-0, S. 7–109